# Lazarevo Selo
Lazarevo Selo (cyr. Лазарево Село) – wieś w Serbii, w okręgu niszawskim, w mieście Nisz. W 2011 roku liczyła 248 mieszkańców.